# Damernas parhoppning i svikthopp i simhopp vid olympiska sommarspelen 2016

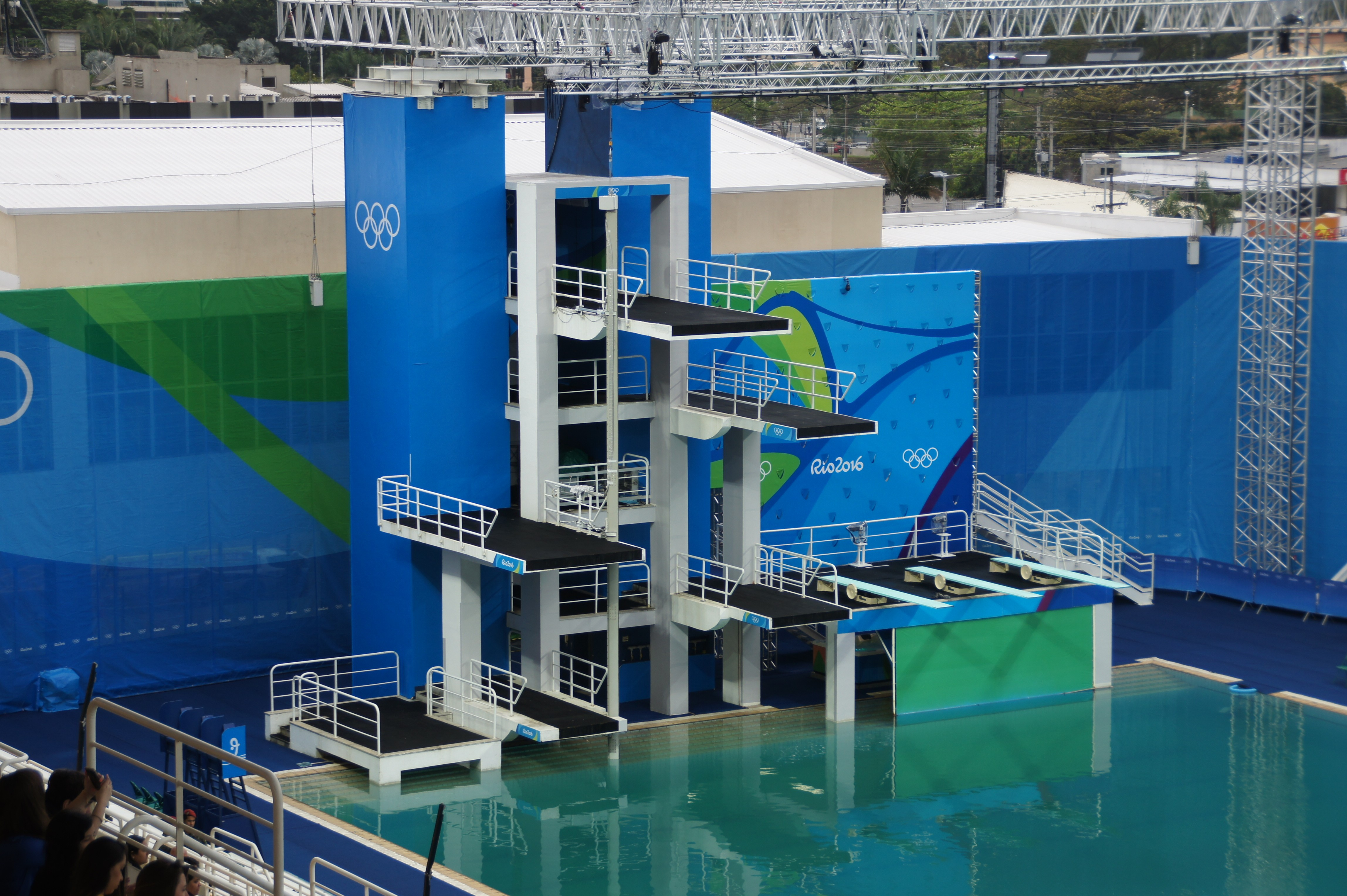
Olympiska sommarspelen 2016 i Rio de Janeiro

Damernas parhoppning i svikthopp i simhopp vid olympiska sommarspelen 2016 i Rio de Janeiro ägde rum 7 augusti i Maria Lenk Aquatics Center.

## Medaljörer
| Event                     | Guld                        | Silver                                    | Brons                                      |
| 3 m parhoppning svikthopp | Shi Tingmao, Wu Minxia Kina | Tania Cagnotto, Francesca Dallapé Italien | Maddison Keeney, Anabelle Smith Australien |

## Resultat
| Placering | Simhoppare                                     | Hopp  | Hopp  | Hopp  | Hopp  | Hopp  | Totalt |
| Placering | Simhoppare                                     | 1     | 2     | 3     | 4     | 5     | Totalt |
| --------- | ---------------------------------------------- | ----- | ----- | ----- | ----- | ----- | ------ |
| 1         | Kina Shi Tingmao Wu Minxia                     | 55,80 | 52,20 | 76,50 | 80,10 | 81,00 | 345,60 |
| 2         | Italien Tania Cagnotto Francesca Dallapé       | 51,60 | 50,40 | 71,10 | 66,03 | 74,70 | 313,83 |
| 3         | Australien Maddison Keeney Anabelle Smith      | 48,00 | 42,00 | 70,20 | 67,89 | 71,10 | 299,19 |
| 4         | Kanada Jennifer Abel Pamela Ware               | 46,80 | 45,00 | 70,20 | 68,82 | 67,50 | 298,32 |
| 5         | Malaysia Cheong Jun Hoong Nur Dhabitah Sabri   | 49,80 | 47,40 | 71,10 | 60,30 | 64,80 | 293,40 |
| 6         | Storbritannien Alicia Blagg Rebecca Gallantree | 49,80 | 47,40 | 64,80 | 64,80 | 66,03 | 292,83 |
| 7         | Tyskland Tina Punzel Nora Subschinski          | 48,00 | 48,00 | 60,30 | 60,45 | 67,50 | 284,25 |
| 8         | Brasilien Tammy Takagi Juliana Veloso          | 45,00 | 46,20 | 59,40 | 47,70 | 60,45 | 258,75 |